# Ormosia tennesseensis
Ormosia tennesseensis är en tvåvingeart som beskrevs av Alexander 1940. Ormosia tennesseensis ingår i släktet Ormosia och familjen småharkrankar. Inga underarter finns listade i Catalogue of Life.